# Drayton (Dakota Północna)
Drayton – miasto w Stanach Zjednoczonych, w stanie Dakota Północna, w hrabstwie Pembina.